# 魔城の迷宮
『魔城の迷宮』（まじょうのめいきゅう）は日本のゲームブック。著者は奥谷晴彦と刀根広篤。
タクラマカン砂漠に位置する、城全体が迷路になった都市国家ルドスに踏み入り、秘宝を探し出すのが目的。約620ページの分厚い文庫本であり、そのパラグラフのほとんどが遠近法で描かれたイラストになっている。通路は直交しておらず、立体交差になっているためマッピングはできない。
江戸時代の紙製玩具「かわり絵」を元にした折り合わせ式のパズルが付録し、1枚の紙が折り方によってさまざまな絵を表示する。著者はこれを「触覚的な迷路」であるとしている。
アドベンチャーゲームノベルを展開している創土社の酒井武之は本書の復刊を検討したものの、ページ数が多すぎて同社では出版できず、かといってページを減らすとすでに完成している『魔城の迷宮』という作品ではなくなってしまうため、結局断念した。
著者の奥谷（フーゴ・ハル）は、本書の制作に2年かかり、その間ほかの仕事が1つくらいしかできなかったため、「トラウマに近い」と述懐している。
日向禅は「ゲームブック界最大の奇書」と評している。

## 書誌情報
- 奥谷晴彦、刀根広篤『魔城の迷宮』二見書房、1989年2月。ISBN 457689014X